# Gu Yong
En aquest nom xinès, el cognom és Gu.
Gu Yong (168-243 EC) va ser un ministre de Wu Oriental durant el període dels Tres Regnes de la història xinesa. Ell va aprendre sobre la cal·ligrafia i els clàssics de Cai Yong quan aquest últim va arribar a Wu breument com un refugiat. La seva família era una de les quatre cases il·lustres de Wu (Zhu, Lu, Gu, Zhang). Ell es va convertir en governador de diverses prefectures d'arreu de la Província de Yang. Va tenir èxit pacificant i integrant els rebels i les minories sota la seva jurisdicció.
Quan Sun Quan es va convertir en el Rei de Wu, ell va conferir el títol de noblesa (Yang Xui Xiang Hou) sobre Gu Yong. Després que Sun Quan es va proclamar a si mateix emperador, Gu Yong va ser nomenat a l'alt rang de canceller.
Es deia que Gu Yong era una persona reticent i abstèmia, sent famós pels seus estàndards de conducta personal; cada vegada que parlava, això no obstant, parlava amb confiança i raó. Ell també era conegut per guardar silenci quan no estava d'acord amb alguna cosa; aquesta hi va ser la raó principal per la qual l'emperador sovint provava les seves idees davant Gu Yong per veure que pensava Gu dels conceptes - si Gu Yong es negava a comentar Sun Quan s'adonaria d'alguna cosa no s'havia besunyat bé. Gu Yong era una persona molt modesta que no va pagar als seus enemics amb malícia, però sempre ho va fer tot d'acord amb la llei.

## Nomenaments i títols en possessió
- Cacic de Hefei (合肥長)
- Cacic de Lou (婁長)
- Cacic de Qu'e (曲阿長)
- Cacic de Shangyu (上虞長)
- Assistent (丞) per l'Administrador de Kuaiji, Sun Quan
- Comandant de l'Esquerra (左司馬)
- Secretari Cap Imperial (尚書令)
- Marquès de Yangsui (陽遂鄉侯)
- Ministre de Cerimònies (太常)
- Marquès de Liling (醴陵侯)
- Canceller (丞相)
- Marquès Su (肅侯) - concedit a Gu Yong de forma pòstuma